# سکهان‌واله
سکهان‌واله (به انگلیسی: Sikhanwala) یک منطقهٔ مسکونی در پاکستان است که در پنجاب واقع شده‌است. سکهان‌واله ۱۵۶ متر بالاتر از سطح دریا واقع شده‌است.